# 1862 أبولو
1862 أبولو /əˈpɒloʊ/ هو كويكب حجري، يبلغ قطره حوالي 1.5 كيلومتر، ويصنف كجسم قريب من الأرض (NEO). اكتشفه عالم الفلك الألماني كارل ويلهلم راينموث من مرصد هايدلبرغ في 24 أبريل 1932، لكنه فقد ولم يسترد حتى عام 1973.
أبولو هو الاسم نفسه وأول عضو معترف به من كويكبات أبولو، وهي مجموعة فرعية من الأجسام التي تقترب أحيانا من الأرض و تعبر مدار الأرض. وبالإضافة إلى ذلك، مدار أبولو منحرف للغاية ، ويعبر مدارات الزهرة والمريخ أيضا ، وبالتالي يسمى عابر لمدار الزهرة المريخ كذلك.
على الرغم من أن أبولو كان أول كويكب يكتشف من طراز أبولو (حيث يعبر أحيانا مدار الأرض ) ، فإن الرقم الرسمي للاتحاد الفلكي الدولي (1862) هو أعلى من بعض كويكبات أبولو الأخرى - مثل 1566 إيكاروس - وذلك بسبب كونه كويكبا مفقودا لأكثر من 40 عاما بينما تم ترقيم الاجرام الأخرى في غضون تلك الفترة. ولقد أتاح تحليل دوران أبولو أدلة رصدية على تأثير يورب yorp.
يدعى أبولو نسبة إلى أبولو الإله اليوناني . إله الشمس، ابن زيوس وليتو، وسميت الكواكب الصغيرة 5731 زيوس و68 ليتو بعد ذلك.

## قمر
في 4 نوفمبر 2005، أعلن عن اكتشاف قمر كويكب أو قمر لأبولو من خلال رصدات رادار مرصد أرسيبو، بورتوريكو ، بين 29 أكتوبر -  2 نوفمبر 2005.التعيين المؤقت القياسي لهذا القمر هو S/2005 (1862) 1. جاء الإعلان عن هذا الاكتشاف في نشرة الاتحاد الفلكي الدولي (IAUC) 8627. يبلغ قطر القمر 80 م (260 قدم) فقط ويدور حول أبولو على بعد 3 كـم (1.9 ميل).

## الخطر المحتمل
1862 أبولو هو كويكب كامن الخطر لأن مسافة تقاطع المدار الدنيا له أقل من 0.05 وحدة فلكية وقطره أكبر من 150 متر. ومسافة تقاطع المدار الأرضي الدنيا هي 0.0257 وحدة فلكية (3،840،000 كم، 2،390،000 ميل).

وتم تحديد مداره بشكل جيد لعدة مئات من السنين القادمة. في 17 مايو 2075 سوف يمر على بعد 0.0083 وحدة فلكية (1،240،000 كم، 770،000 ميل) من كوكب الزهرة.

## اقرأ أيضا
- 2008 TC3 نيزك

## وصلات خارجية
- 1862 أبولو في قاعدة بيانات مختبر الدفع النفاث لأجرام النظام الشمسي الصغيرة

- الاكتشاف · مخطط المدار ·  العناصر المدارية · المعلمات المادية

- Lightcurve plot of 1862 Apollo, Palmer Divide Observatory, أندرو سي. بيكر (2005)
- Asteroids with Satellites, Robert Johnston, johnstonsarchive.net
- Asteroid Lightcurve Database (LCDB), query form (info)
- Dictionary of Minor Planet Names, Google books
- Asteroids and comets rotation curves, CdR – Observatoire de Genève, Raoul Behrend
- Discovery Circumstances: Numbered Minor Planets (1)-(5000) – Minor Planet Center